# Magüi Serna
Maria Luisa „Magüi” Serna Barrera (ur. 1 marca 1979 w Las Palmas de Gran Canaria) – hiszpańska tenisistka.
Otrzymała status profesjonalny w 1996 roku. W 2004 klasyfikowana była w rankingu światowym jako zawodniczka numer dziewiętnaście, a w deblowym uplasowana na dwudziestym piątym miejscu. Mimo to sezon zakończyła na niskim, sto drugim, miejscu. Obecnie klasyfikowana na odległych pozycjach rankingów światowych. W karierze wygrała trzy turnieje singlowe i dwa deblowe.
Jej kariera zaczęła się w 1997 roku, kiedy wystąpiła we wszystkich czterech turniejach wielkoszlemowych w sezonie. Osiągnęła trzecią rundę w pierwszych trzech, a w US Open była już w rundzie czwartej. Zadebiutowała w Pucharze Federacji w konfrontacji z Belgią. W ciągu dwunastu miesięcy awansowała o 97 pozycji, zajmując ostatecznie 41 miejsce.
Równie udany był sezon 1998. Magüi zwyciężyła nad Patty Schnyder (drugie w karierze zwycięstwo nad zawodniczką z czołowej dziesiątki) w Moskwie. Ostatecznie doszła tam do ćwierćfinałów. Na kortach trawiastych osiągnęła ćwierćfinał w Eastbourne i czwartą rundę na Wimbledonie. W drodze do ćwierćfinału Canadian Open pokonała samą Steffi Graf. Wygrała dwa mecze singlowe i jeden deblowy w Pucharze Federacji przeciwko Niemcom.
Rok później osiągnęła pierwszy turniejowy półfinał. Miało to miejsce w Birmingham (uległa rozstawionej z numerem 1 Nathalie Tauziat).
Pokonała Mary Pierce w drodze do ćwierćfinału Wimbledonu 2000. Osiągnęła również czwartą rundę US Open. W Rzymie, w parze z Arantxą Sánchez Vicario, wywalczyła swój pierwszy w karierze tytuł deblowy.
W 2001 roku zaliczyła dwa finały turniejowe: w Portorožu i w Eastbourne. Wygrała tytuł debla w Knokke-Heist z Virginią Ruano Pascual.
Pierwszy tytuł singla zdobyła rok później w Estoril. Grała w Fed Cup przeciwko Węgrom. Finalistka debla w Portorožu i trzykrotna półfinalistka (m.in. na Australian Open z Conchitą Martínez).
W 2003 obroniła tytuł singla w Estoril i dołożyła do tego zwycięstwo w Budapeszcie. Osiągnęła kilka ćwierćfinałów (między innymi w Warszawie i New Haven).
Sezon olimpijski rozpoczęła od ćwierćfinału w Gold Coast. Jednak był to rok, w którym wielokrotnie karierę przerywały jej kontuzje. Odpadła w pierwszej rundzie igrzysk olimpijskich, wypadła z czołowej setki rankingu i wycofała się ze wszystkich turniejów od Estoril poprzez Warszawę, Sopot i inne do końca sezonu.
Powróciła na turnieju w Pattaya 2005, pokonując chociażby Melindę Czink, Marion Bartoli (krecz). Uległa Ruano Pascual w następnym meczu. Pierwsza runda Australian Open i Miami.
W roku 2006 brała udział głównie w rozgrywkach ITF. Już na samym początku doszła do finału, w którym przegrała z Aravane Rezaï (ale po drodze pokonała m.in. trzecią rakietę Belgii, Kirsten Flipkens). Odpadła w kwalifikacjach do turnieju w Estoril. Po raz ostatni zagrała w październiku na turnieju ITF w Barcelonie (1 runda).

## Finały turniejów WTA
| Legenda                | Legenda |
| ---------------------- | ------- |
| Wielki Szlem           |         |
| Igrzyska olimpijskie   |         |
| WTA Tour Championships |         |
| 1988 – 2008            |         |
| Kategoria I            |         |
| Kategoria II           |         |
| Kategoria III          |         |
| Kategoria IV           |         |
| Kategoria V            |         |

### Gra pojedyncza
| Końcowy wynik | Nr | Data             | Turniej    | Nawierzchnia | Przeciwniczka           | Wynik finału  |
| ------------- | -- | ---------------- | ---------- | ------------ | ----------------------- | ------------- |
| Finalistka    | 1. | 2 kwietnia 2001  | Porto      | Ceglana      | Arantxa Sánchez Vicario | 3:6, 1:6      |
| Finalistka    | 2. | 18 czerwca 2001  | Eastbourne | Trawiasta    | Lindsay Davenport       | 2:6, 0:6      |
| Finalistka    | 3. | 7 kwietnia 2002  | Porto      | Ceglana      | Ángeles Montolio        | 1:6, 6:2, 5:7 |
| Zwyciężczyni  | 1. | 14 kwietnia 2002 | Estoril    | Ceglana      | Anca Barna              | 6:4, 6:2      |
| Zwyciężczyni  | 2. | 13 kwietnia 2003 | Estoril    | Ceglana      | Julia Schruff           | 6:4, 6:1      |
| Zwyciężczyni  | 3. | 20 kwietnia 2003 | Budapeszt  | Ceglana      | Alicia Molik            | 3:6, 7:5, 6:4 |

## Finały juniorskich turniejów wielkoszlemowych

### Gra pojedyncza (1)
| Końcowy wynik | Rok  | Turniej   | Nawierzchnia | Przeciwniczka   | Wynik finału  |
| Finalistka    | 1996 | Wimbledon | Trawiasta    | Amélie Mauresmo | 6:4, 3:6, 4:6 |